# Bahrein a 2008. évi nyári olimpiai játékokon
Bahrein a kínai Pekingben megrendezett 2008. évi nyári olimpiai játékok egyik részt vevő nemzete volt. Az országot az olimpián 3 sportágban 14 sportoló képviselte, akik érmet nem szereztek. A 14 fő az eddigi legnagyobb bahreini olimpiai küldöttség volt.
Rasíd Ramzi az  1500 m-es síkfutás döntőjében az 1. helyen ért célba, de doppingvétség miatt utólag megfosztották aranyérmétől. Ez lett volna Bahrein első olimpiai érme.

## Atlétika
Férfi

| Versenyző             | Versenyszám    | Előfutam      | Előfutam      | Előfutam      | Elődöntő | Elődöntő | Elődöntő | Döntő         | Döntő         |
| Versenyző             | Versenyszám    | Idő           | Hely.         | Össz.         | Idő      | Hely.    | Össz.    | Idő           | Helyezés      |
| --------------------- | -------------- | ------------- | ------------- | ------------- | -------- | -------- | -------- | ------------- | ------------- |
| Júszef Szaad Kámel    | 800 m          | 1:46,94       | 2.            | 20.**         | 1:44,95  | 3.       | 3.       | 1:44,95       | 5.            |
| Belál Manszúr Ali     | 800 m          | 1:45,95       | 5.            | 10.           | 1:46,37  | 5.       | 12.      | kiesett       | kiesett       |
| Belál Manszúr Ali     | 1500 m         | 3:36,84       | 6.            | 18.           | 3:37,60  | 5.       | 9.       | 3:35,23       | 7.            |
| Rasíd Ramzi           | 1500 m         | kizárták      | kizárták      | kizárták      | kizárták | kizárták | kizárták | kizárták      | kizárták      |
| Rasíd Ramzi           | 5000 m         | nem indult el | nem indult el | nem indult el |          |          |          | kiesett       | kiesett       |
| Ádam Hamísz           | 5000 m         | 13:44,76      | 9.            | 14.           |          |          |          | kiesett       | kiesett       |
| Haszan Mahbúb         | 5000 m         | nem indult el | nem indult el | nem indult el |          |          |          | kiesett       | kiesett       |
| Haszan Mahbúb         | 10 000 m       |               |               |               |          |          |          | 27:55,14      | 18.           |
| Tárek Mubárak Táher   | 3000 m akadály | 8:23,66       | 4.            | 18.           |          |          |          | 8:21,59       | 11.           |
| Rijád el-Musztafa     | Maraton        |               |               |               |          |          |          | nem ért célba | nem ért célba |
| Naszár Szakar Szaíd   | Maraton        |               |               |               |          |          |          | 2:20:24       | 37.           |
| Abd el-Hakk Zakarijja | Maraton        |               |               |               |          |          |          | nem ért célba | nem ért célba |

Női

| Versenyző        | Versenyszám | Előfutam | Előfutam | Előfutam | Negyeddöntő | Negyeddöntő | Negyeddöntő | Elődöntő | Elődöntő | Elődöntő | Döntő         | Döntő         |
| Versenyző        | Versenyszám | Idő      | Hely.    | Össz.    | Idő         | Hely.       | Össz.       | Idő      | Hely.    | Össz.    | Idő           | Helyezés      |
| ---------------- | ----------- | -------- | -------- | -------- | ----------- | ----------- | ----------- | -------- | -------- | -------- | ------------- | ------------- |
| Rakija el-Gaszra | 200 m       | 22,81    | 1.       | 4.       | 22,76       | 1.          | 6.*         | 22,72    | 6.       | 11.      | kiesett       | kiesett       |
| Marjam Dzsamál   | 1500 m      | 4:05,14  | 1.       | 6.       |             |             |             |          |          |          | 4:02,71       | 5.            |
| Nadia Ejjafini   | Maraton     |          |          |          |             |             |             |          |          |          | nem indult el | nem indult el |

* - egy másik versenyzővel azonos időt ért el

** - két másik versenyzővel azonos időt ért el

## Sportlövészet
Férfi

| Versenyző     | Versenyszám       | Selejtező | Selejtező | Döntő   | Döntő    |
| Versenyző     | Versenyszám       | Pont      | Helyezés  | Pont    | Helyezés |
| ------------- | ----------------- | --------- | --------- | ------- | -------- |
| Szalmán Zamán | Sportpuska, fekvő | 588       | 37.       | kiesett | kiesett  |

## Úszás
Férfi

| Versenyző     | Versenyszám | Előfutam | Előfutam | Előfutam | Elődöntő | Elődöntő | Elődöntő | Döntő   | Döntő    |
| Versenyző     | Versenyszám | Idő      | Hely.    | Össz.    | Idő      | Hely.    | Össz.    | Idő     | Helyezés |
| ------------- | ----------- | -------- | -------- | -------- | -------- | -------- | -------- | ------- | -------- |
| Omar Dzsászim | 50 m gyors  | 24,65    | 2.       | 64.      | kiesett  | kiesett  | kiesett  | kiesett | kiesett  |

Női

| Versenyző        | Versenyszám | Előfutam | Előfutam | Előfutam | Elődöntő | Elődöntő | Elődöntő | Döntő   | Döntő    |
| Versenyző        | Versenyszám | Idő      | Hely.    | Össz.    | Idő      | Hely.    | Össz.    | Idő     | Helyezés |
| ---------------- | ----------- | -------- | -------- | -------- | -------- | -------- | -------- | ------- | -------- |
| Szamíra el-Bítár | 50 m gyors  | 30,32    | 1.       | 74.      | kiesett  | kiesett  | kiesett  | kiesett | kiesett  |